# Freddy Charlier
Frédéric-Charles »Freddy« Charlier, belgijski dirkač, * 1890, Belgija, † 7. julij 1929, Francorchamps, Belgija.
Prvič je na pomembnejši dirki nastopil v sezoni 1924, ko je na dirki za 24 ur Spaja odstopil. Prvi večji uspeh je dosegel v sezoni 1925, ko je osvojil tretje mesto na dirki Circuit des Routes Pavées z dirkalnikom tovarniškega moštva Compagnie Nationale Excelsior. Prvo zmago kariere je dosegel v sezoni 1927 na dirki za Veliko nagrado Thuina. V sezoni 1929 je še drugič zmagal na dirki za Veliko nagrado Thuina, nato pa se je na dirki za 24 ur Spaja smrtno ponesrečil na dirkališču Spa-Francorchamps.